# Hans Rock
Hans Rock är en kulle i Antarktis. Den ligger i Östantarktis. Australien gör anspråk på området.
Terrängen runt Hans Rock är mycket platt.  Trakten är glest befolkad. Närmaste befolkade plats är Davis Station, 9,9 kilometer söder om Hans Rock. 